# I Belong to You (canción de Lenny Kravitz)
«I Belong to You» es un sencillo del artista estadounidense Lenny Kravitz. La canción forma parte del álbum 5, lanzada en 1998. La canción incorpora géneros musicales como el reggae y soft rock.
El vídeo fue rodado en Bahamas y dirigido por Mark Seliger y Fred Woodward.

## Letra
La letra está inspirada en las creencias religiosas de Kravitz. Habla sobre Jesucristo y la importancia del Espíritu Santo en el ser humano, además nombra a Dios como un ser supremo que perdona los pecados de las personas.

## Posicionamiento
| Lista             | Posición |
| ----------------- | -------- |
| Adult Top 40      | 15       |
| Billboard Hot 100 | 71       |
| Top 40 Mainstream | 36       |
| Top 40 Tracks     | 30       |
| Music & Media     | 1        |